# Maksimilijan Vrhovac

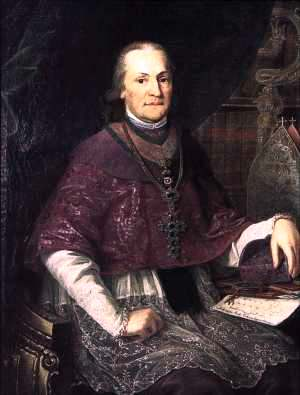
Maksimilijan Vrhovac

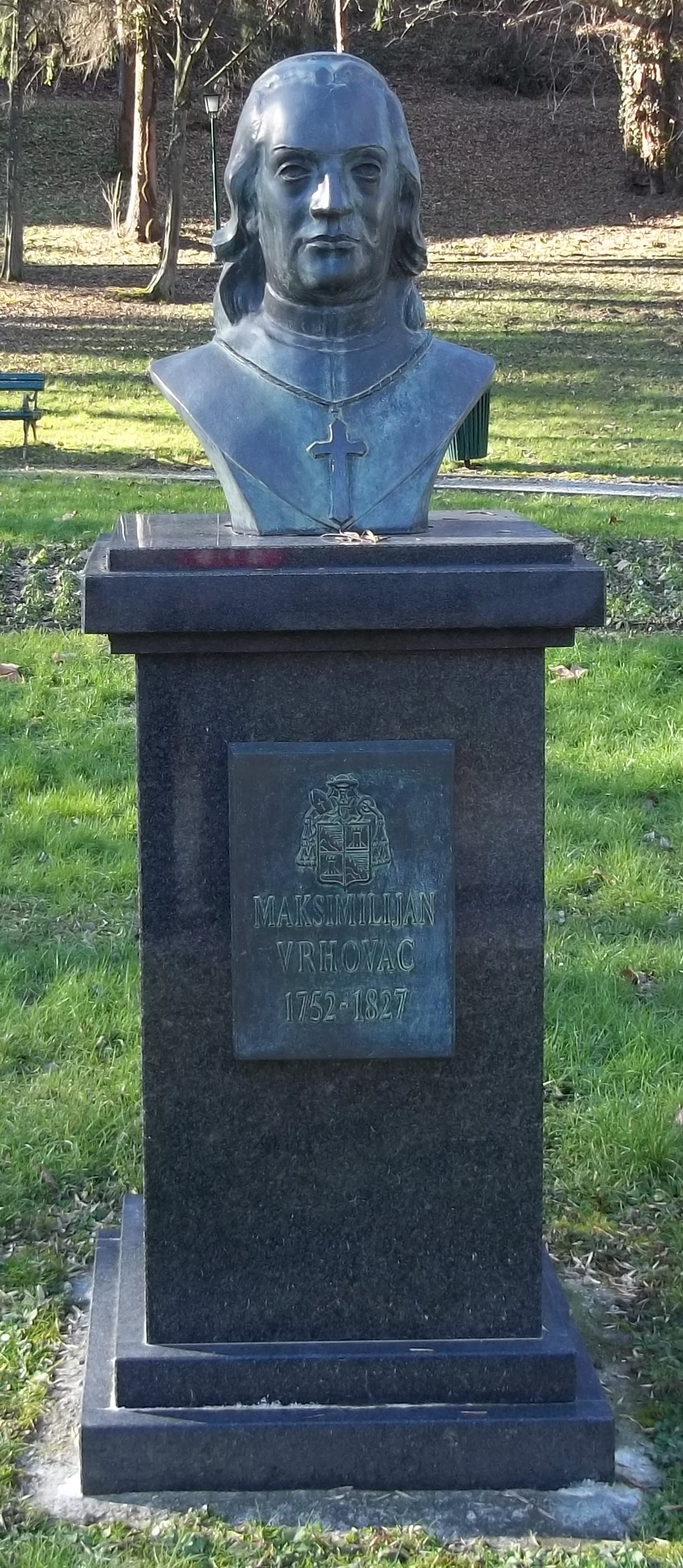
Denkmal in Stubičke Toplice

Maksimilijan Vrhovac (in zeitgenössischer Schreibweise Makszimilian Verhovacz; [maksiˈmilijan ˈʋr̩xɔʋat͡s]) (* 23. November 1752 in Karlovac; † 16. Dezember 1827 in Zagreb) war ein kroatischer Geistlicher und Politiker, der von 1787 bis zu seinem Tode Bischof von Zagreb war.

## Leben
Vrhovac besuchte das Zagreber Priesterseminar, studierte am Kroatischen Kollegium in Wien Philosophie und promovierte 1774 an der Universität Bologna in Theologie. Nachdem er 1775 in Zagreb zum Priester geweiht worden war, lehrte er Dogmatik an der Zagreber Akademie, wurde 1785 Rektor des Zagreber Priesterseminars und 1786 Rektor des Priesterseminars in Pest. 1787 ernannte ihn Joseph II. zum Zagreber Bischof.
Als Bischof gelang es ihm, die josephinischen Klosteraufhebungen zur Gründung zahlreicher neuer Pfarrkirchen zu nutzen. Sein Hauptanliegen war die Stärkung der kroatischen Identität und Sprache innerhalb der Habsburgermonarchie, wodurch er sich zeitweise in Wien verdächtig machte.